# Francesco Montenegro
Francesco Montenegro (Messina, 22 maggio 1946) è un cardinale e arcivescovo cattolico italiano, dal 22 maggio 2021 arcivescovo emerito di Agrigento e dal 19 giugno 2023 amministratore apostolico di Piana degli Albanesi.

## Biografia
Nasce a Messina, città capoluogo di provincia e sede arcivescovile, il 22 maggio 1946. Il padre era un graduato della Polizia.

### Formazione e ministero sacerdotale
Compie gli studi ginnasiali, liceali, filosofici e teologici presso il Seminario Arcivescovile "S. Pio X" di Messina.
L'8 agosto 1969 è ordinato presbitero dall'arcivescovo Francesco Fasola. Dopo l'ordinazione ha continuato gli studi presso l'Ignatianum di Messina; dal 1969 al 1971 esercita il ministero presso il Villaggio UNRRA; dal 1971 al 1978 è segretario particolare degli arcivescovi metropoliti di Messina Francesco Fasola ed Ignazio Cannavò.
Dal 1978 al 1988 è parroco della parrocchia di San Clemente a Messina; dal 1988 direttore della Caritas diocesana, delegato regionale della Caritas e infine rappresentante regionale della Caritas italiana.
È anche docente di religione, assistente diocesano del Centro Sportivo Italiano (CSI), direttore diocesano dell'Apostolato della preghiera, mansionario del capitolo dell'archimandritato, rettore del santuario di Santa Rita da Cascia e padre spirituale del Seminario minore, membro del Consiglio presbiterale.
Per tre anni, dal 1997 al 2000 è provicario generale dell'arcidiocesi di Messina-Lipari-Santa Lucia del Mela e dal 1998 canonico del capitolo protometropolitano della cattedrale di Messina e prelato d'onore di Sua Santità.

### Ministero episcopale

#### Vescovo ausiliare di Messina-Lipari-Santa Lucia del Mela
Il 18 marzo 2000 papa Giovanni Paolo II lo nomina vescovo ausiliare di Messina-Lipari-Santa Lucia del Mela e vescovo titolare di Aurusuliana; riceve l'ordinazione episcopale il 29 aprile successivo, nella cattedrale di Messina, dall'arcivescovo Giovanni Marra, coconsacranti l'arcivescovo Ignazio Cannavò ed il vescovo Francesco Sgalambro.
Dal maggio 2003 al maggio 2008 è presidente di Caritas italiana.

#### Arcivescovo metropolita di Agrigento
Il 23 febbraio 2008 papa Benedetto XVI lo nomina arcivescovo metropolita di Agrigento; succede a Carmelo Ferraro, dimessosi per raggiunti limiti di età. Il 17 maggio successivo prende possesso dell'arcidiocesi.
Dal maggio 2013 è presidente della Commissione episcopale per le migrazioni della Conferenza episcopale italiana, a motivo del suo impegno per l'accoglienza dei migranti nell'arcidiocesi agrigentina, improntando il proprio operato sulla comunione, con una particolare attenzione alle varie situazioni di povertà.
L'8 luglio 2013 accoglie papa Francesco, durante la visita apostolica a Lampedusa e Linosa.
Nel concistoro del 14 febbraio 2015 papa Francesco lo crea cardinale presbitero dei Santi Andrea e Gregorio al Monte Celio; il 19 aprile prende possesso del titolo.
È stato membro dal 13 aprile 2015 fino al loro scioglimento del Pontificio consiglio della pastorale per i migranti e gli itineranti e del Pontificio consiglio "Cor Unum".
Il 20 maggio 2015 è eletto presidente della Commissione episcopale per il servizio della carità e la salute della Conferenza episcopale italiana e, in quanto tale, presidente di Caritas Italiana e della Consulta ecclesiale degli organismi socio-assistenziali; da questi incarichi si è dimesso il 3 dicembre 2018.
Nell'ottobre 2015 è stato chiamato da papa Francesco a prendere parte alla XIV assemblea generale ordinaria del Sinodo dei vescovi.
Il 22 maggio 2021 papa Francesco accoglie la sua rinuncia per raggiunti limiti d'età; gli succede l'arcivescovo coadiutore Alessandro Damiano. Assume da allora il titolo di arcivescovo emerito di Agrigento. Su desiderio del pontefice prende quindi residenza a Roma stabilendosi nella Casa San Benedetto di Via dell'Erba.
Il 7 agosto e il 22 ottobre seguenti è nominato rispettivamente membro della Congregazione delle cause dei santi e membro del Dicastero per il servizio dello sviluppo umano integrale.
Il 19 giugno 2023 è nominato amministratore apostolico dell'eparchia di Piana degli Albanesi.
Il 7 e 8 maggio 2025 ha partecipato come cardinale elettore al conclave che ha portato all'elezione di papa Leone XIV.

## Genealogia episcopale e successione apostolica
La genealogia episcopale è:
- Cardinale Scipione Rebiba
- Cardinale Giulio Antonio Santori
- Cardinale Girolamo Bernerio, O.P.
- Arcivescovo Galeazzo Sanvitale
- Cardinale Ludovico Ludovisi
- Cardinale Luigi Caetani
- Cardinale Ulderico Carpegna
- Cardinale Paluzzo Paluzzi Altieri degli Albertoni
- Papa Benedetto XIII
- Papa Benedetto XIV
- Papa Clemente XIII
- Cardinale Marcantonio Colonna
- Cardinale Giacinto Sigismondo Gerdil, B.
- Cardinale Giulio Maria della Somaglia
- Cardinale Carlo Odescalchi, S.I.
- Cardinale Costantino Patrizi Naro
- Cardinale Lucido Maria Parocchi
- Papa Pio X
- Cardinale Gaetano De Lai
- Cardinale Raffaele Carlo Rossi, O.C.D.
- Arcivescovo Gilla Vincenzo Gremigni, M.S.C.
- Cardinale Ugo Poletti
- Arcivescovo Giovanni Marra
- Cardinale Francesco Montenegro

La successione apostolica è:
- Arcivescovo Alessandro Damiano (2020)